# Misliče
Misliče so naselje v Občini Divača.